# Jair Marrufo
Jair Marrufo (El Paso, Texas, 1977. június 7. –) amerikai nemzetközi labdarúgó-játékvezető. A Del Valle High School diplomása, ahol amerikai futballt, labdarúgást és kosárlabdát játszott és tanult, majd tanulmányait a Texas-El Paso Egyetemen fejezte be. Egyéb foglalkozása professzionista játékvezető, a négy profi amerikai játékvezető közül az egyik.

## Pályafutása

### Labdarúgóként
Fiatal korában lakóhelyének ifjúsági csapataiban focizott, a nemzetközi válogatottnak is tagja volt.

### Labdarúgó-játékvezetőként

#### Nemzeti játékvezetés
Édesapja hatására tizenévesen döntött úgy, hogy leteszi a játékvezetői vizsgát. A vizsga megszerzését követően különböző labdarúgó osztályokban szerezte meg a szükséges tapasztalatokat. Ellenőreinek, sportvezetőinek javaslatára lett 2002-ben hazájának legmagasabb labdarúgó osztályában, a Major Soccer League (MSL) profi játékvezető. Az MLS bajnokságaiban (2007-2009) vezetett mérkőzéseinek száma: 47 Mérkőzésenként közel négy sárga lapot mutat fel, jelezve, nem tűri a meggondolatlan játékot, magatartást.
2009. április 25-én, a Columbus Crew–Chicago Fire (2:2) bajnoki találkozót vezette. A mérkőzés végén az egyik játékos látványosan megajándékozta egy mexikói csillagokkal díszített mezzel - a játékvezető szülei mexikói származásúak -, amiért az MLS 2009. szeptember 1-ig felfüggesztette tevékenységét.

##### Nemzeti kupamérkőzések
Vezetett Kupa-döntők száma: 1

##### Major Soccer League (MSL) - kupa
Az Amerikai Labdarúgó-szövetség Játékvezető Bizottság szakmai munkájának elismeréseként felkérte, hogy2006-ban az MSL-kupadöntőt irányítsa.

#### Nemzetközi játékvezetés
Az Amerikai labdarúgó-szövetség Játékvezető Bizottsága 2007-ben terjesztette fel nemzetközi játékvezetőnek, a Nemzetközi Labdarúgó-szövetség (FIFA) birói közé. Nincs nemzetközi tapasztalata. Az első nemzetközi labdarúgó tornája 2006-ban Észak-Írországban volt.

##### Világbajnokság
2008-ban a FIFA JB bejelentette, hogy a Dél-Afrikai rendezésű, a XIX., a 2010-es labdarúgó-világbajnokság lehetséges játékvezetők átmeneti listájára jelölte. 2012-ben a FIFA JB bejelentette, hogy a brazil labdarúgó-világbajnokság lehetséges játékvezetőinek átmeneti listájára jelölte.
Hat világbajnoki selejtező mérkőzést vezetett (CONCACAF, Óceánia), ahol keményen betartva a szabályi előírásokat a szabálysértő játékosokat, 26 sárga és egy piros lappal büntette.

##### Olimpia
A 2008. évi nyári olimpiai játékok labdarúgó tornáján két  csoporttalálkozót, az Elefántcsontpart–Ausztrália (1:0) és a Koreai Köztársaság–Kamerun (1:1) mérkőzést, valamint az egyik negyeddöntőt, az Argentína–Hollandia (2:1) mérkőzést vezette. Állandó segítő partbírói Kermit Quisenberry (USA) és Ricardo Morgan (Jamaica) voltak.
Vezetett mérkőzéseinek száma: 3

##### Arany Kupa
Az Amerikai Egyesült Államok volt a házigazdája a 10., a 2009-es CONCACAF-aranykupa tornának, amit az Észak- és Közép-amerikai, valamint a Karib-térség labdarúgó-válogatottjainak írnak ki, ahol a Jamaica–Costa Rica (0:1) csoportmérkőzést irányította.
Vezetett mérkőzéseinek száma: 1

## Sportvezetői pályafutása
Hazája Játékvezető Bizottságában játékvezető koordinátor.

## Családi kapcsolat
Édesapja Antonio Marrufo Mendoza korábbi mexikói nemzetközi, FIFA játékvezető.